# Safety Not Guaranteed
Safety Not Guaranteed is een Amerikaanse filmkomedie uit 2012 onder regie van Colin Trevorrow. Het verhaal hiervan werd geïnspireerd door een advertentie uit 1997 in het Backwoods Home Magazine, waarin iemand vraagt om met hem mee terug in de tijd te reizen. Schrijver Derek Connolly won voor het scenario zowel de Independent Spirit Award voor beste eerste scenario als de Waldo Salt Screenwriting Award van het Sundance Film Festival 2012.

## Verhaal
Darius Britt (Aubrey Plaza) is afgestudeerd maar woont nog steeds bij haar vader (Jeff Garlin). Ze loopt stage bij het tijdschrift Seattle Magazine. Redacteur Jeff (Jake Johnson) stelt voor om een krantenadvertentie te onderzoeken waarin staat:
Wanted: Somebody to go back in time with me. This is not a joke. P.O. Box 91 Ocean View, WA 99393. You'll get paid after we get back. Must bring your own weapons. Safety not guaranteed. I have only done this once before.
(Gezocht: Iemand om mee terug te gaan in de tijd. Dit is geen grap. Postbus 91 Ocean View, 99393 Washington. Je krijgt betaald als we terugkomen. Neem je eigen wapens mee. Veiligheid niet gegarandeerd. Ik heb dit slechts eenmaal eerder gedaan.)
Het idee wordt goedgekeurd door zijn baas Bridget (Mary Lynn Rajskub) en Jeff kiest de stagiaires Darius en Arnau (Karan Soni) om met hem mee te gaan om te advertentie te gaan onderzoeken. Terwijl Jeff meer geïnteresseerd blijkt te zijn in het zoeken van contact met zijn ex-vriendin Liz (Jenica Bergere) wint Darius het vertrouwen van 'tijdreiziger' Kenneth (Mark Duplass).

## Rolverdeling
| Acteur            | Personage                     |
| ----------------- | ----------------------------- |
| Aubrey Plaza      | Darius Britt                  |
| Mark Duplass      | Kenneth Calloway              |
| Jake Johnson      | Jeff Schwensen                |
| Karan Soni        | Arnau                         |
| Jenica Bergere    | Liz                           |
| Kristen Bell      | Belinda                       |
| Jeff Garlin       | Mr. Britt (Darius haar vader) |
| Mary Lynn Rajskub | Bridget                       |
| William Hall, Jr. | Shannon                       |